# Rathbunella
Rathbunella ist eine nur zwei Arten umfassende Gattung von bodenbewohnenden Meeresfischen die an der nordamerikanischen Pazifikküste von San Francisco Bay bis Baja California vorkommt. Die Gattung wurde nach Richard Rathbun (1852–1918) benannt, einem Wissenschaftler der für die U.S. Fish Commission und später für das U.S. National Museum arbeitete.

## Merkmale
Die beiden Rathbunella-Arten werden maximal 16 bzw. 21 cm lang und sind bräunlich gestreift oder purpurfarben. Ihr Körper ist langgestreckt, vorne zylindrisch und im hinteren Abschnitt seitlich abgeflacht. Der Kopf ist mittelgroß, im Profif abgerundet und auf den „Wangen“ und dem oberen Abschnitt der Kiemendeckel beschuppt. Die Augen sitzen relativ weit oben und sind zur Seite gerichtet. Das Maul ist leicht nach oben gerichtet. Prämaxillare und Unterkiefer sind mit mehreren Reihen konischer Zähne besetzt, ebenso der Gaumen. Die Zähne der äußeren Reihen können größer sein. Männchen können zwei Paare vergrößerte Zähne haben. Die Kiemenrechen sind kurz und dick und mit kleinen Zahnplatten besetzt. Rücken- und Afterflosse sind lang und werden nur von Weichstrahlen gestützt, die Schwanzflosse abgerundet.
- Schuppenformel: SL 72–88.

## Lebensweise
Rathbunella-Arten leben auf sandigen oder felsigen Meeresböden, ernähren sich von Wirbellosen; vor allem von Krebstieren und Nacktschnecken. Das Gelege, das bis zu 10.000 Eier umfassen kann, wird vom Männchen bis zum Schlupf der Larven bewacht.

## Arten
- Rathbunella alleni Gilbert, 1904
- Rathbunella hypoplecta (Gilbert, 1890) (Typusart)